# Onthophagus quaestus
Onthophagus quaestus är en skalbaggsart som beskrevs av Sharp 1875. Onthophagus quaestus ingår i släktet Onthophagus och familjen bladhorningar. Inga underarter finns listade i Catalogue of Life.